# Gina del Rio
Gina del Rio Roca (26 gennaio 2004) è una fondista andorrana.

## Biografia
Attiva dal novembre del 2019, Gina del Rio ai Mondiali juniores di Planica 2024 ha vinto la medaglia d'oro nella sprint, quella d'argento nella 10 km e quella di bronzo nella 20 km; ha esordito in Coppa del Mondo il 3 marzo dello stesso anno a Lahti in una sprint (21ª) e ai Campionati mondiali a Trondheim 2025, dove si è classificata 10ª nella sprint, 25ª nella 10 km e 39ª nello skiathlon. Non ha preso parte a rassegne olimpiche.

## Palmarès

### Mondiali juniores
- 3 medaglie:
  - 1 oro (sprint a Planica 2024)
  - 1 argento (10 km a Planica 2024)
  - 1 bronzo (20 km a Planica 2024)

### Coppa del Mondo
- Miglior piazzamento in classifica generale: 77ª nel 2025